# Cécrops fils d'Érechthée
Pour les articles homonymes, voir Cécrops.
Dans la mythologie grecque, Cécrops (en grec ancien Κέκρωψ / Kékrôps), fils d'Érechthée et de Praxithée, est le septième roi légendaire d'Athènes grâce à son allié Xouthos. Il est marié à Métiaduse, avec qui il conçoit Pandion qui régna après lui sur Athènes.

## Source
- Pseudo-Apollodore, Bibliothèque [détail des éditions] [lire en ligne] (III, 15, 1 et 5).